# Сельское поселение Дровнинское
Сельское поселение Дровнинское — упразднённое 8 февраля 2018 года муниципальное образование в бывшем Можайском муниципальном районе Московской области.

## Общие сведения
Образовано в соответствии с Законом Московской области от 30.03.2005 года № 95/2005-ОЗ «О статусе и границах Можайского муниципального района и вновь образованных в его составе муниципальных образований» в ходе муниципальной реформы.
Административный центр — посёлок Цветковский.
Глава сельского поселения — Шорников Александр Михайлович. Председатель Совета депутатов сельского поселения — Фролова Татьяна Ивановна. Адрес администрации: 143271, Московская область, Можайский район, п. Цветковский, ул. Смоленская, д. 8.

## Население
| 2006  | 2007  | 2008  | 2009  | 2010  | 2011  |
| ----- | ----- | ----- | ----- | ----- | ----- |
| 2129  | ↘2028 | ↗2042 | ↗2054 | →2054 | ↘2043 |
| 2012  | 2013  | 2014  | 2015  | 2016  | 2017  |
| →2043 | ↘2032 | ↗2040 | ↘2010 | ↘1977 | ↘1911 |
| 2018  |       |       |       |       |       |
| ↘1886 |       |       |       |       |       |

## География
Площадь территории сельского поселения составляет 16 465 га (164,65 км²).
Расположено на западе Можайского района. Граничит с сельскими поселениями Порецким и Замошинским, городским поселением Уваровка, а также Гагаринским районом Смоленской области.

## Состав сельского поселения
В состав сельского поселения входят 30 населённых пунктов упразднённой административно-территориальной единицы — Дровнинского сельского округа Можайского района Московской области:
| Вид     | Наименование      | население, чел. |                            |
| ------- | ----------------- | --------------- | -------------------------- |
| деревня | Аниканово         | 13              | Дровнинский сельский округ |
| деревня | Барцылово         | 0               | Дровнинский сельский округ |
| деревня | Барыши            | 8               | Дровнинский сельский округ |
| деревня | Бобры             | 24              | Дровнинский сельский округ |
| деревня | Бражниково        | 37              | Дровнинский сельский округ |
| деревня | Бутырки           | 4               | Дровнинский сельский округ |
| деревня | Вёшки             | 70              | Дровнинский сельский округ |
| деревня | Дровнино          | 36              | Дровнинский сельский округ |
| деревня | Дурыкино          | 76              | Дровнинский сельский округ |
| деревня | Дьяково           | 6               | Дровнинский сельский округ |
| деревня | Калужское         | 33              | Дровнинский сельский округ |
| поселок | карьероуправления | 553             | Дровнинский сельский округ |
| деревня | Липуниха          | 33              | Дровнинский сельский округ |
| деревня | Лусось            | 14              | Дровнинский сельский округ |
| деревня | Михалёво          | 65              | Дровнинский сельский округ |
| деревня | Новые Сычики      | 46              | Дровнинский сельский округ |
| деревня | Плешаково         | 0               | Дровнинский сельский округ |
| деревня | Погорелое         | 8               | Дровнинский сельский округ |
| деревня | Поповка           | 8               | Дровнинский сельский округ |
| деревня | Приданцево        | 21              | Дровнинский сельский округ |
| деревня | Самынино          | 4               | Дровнинский сельский округ |
| деревня | Сытино            | 30              | Дровнинский сельский округ |
| деревня | Сычики            | 102             | Дровнинский сельский округ |
| деревня | Твердики          | 30              | Дровнинский сельский округ |
| деревня | Холмец            | 0               | Дровнинский сельский округ |
| посёлок | Цветковский       | 852             | Дровнинский сельский округ |
| деревня | Шваново           | 15              | Дровнинский сельский округ |
| деревня | Швечково          | 13              | Дровнинский сельский округ |
| деревня | Шейново           | 16              | Дровнинский сельский округ |
| деревня | Юрятино           | 12              | Дровнинский сельский округ |